# 阿克倫章克申 (紐約州)
阿克倫章克申（英語：Akron Junction）是位於美國紐約州伊利縣的非建制地區。

## 地理
阿克倫章克申所處的海拔為高於海平面210米（即689英呎），而該地所採用的時區為UTC-5，即北美东部时区（EST）。同時該地設有夏令時間，為UTC-5調快一小時，即UTC-4（EDT）。